# Mustajõgi
Mustajõgi (est. Mustajõgi) – rzeka we wschodniej Estonii w gminie Vaivara. Rzeka wypływa z jeziora Peen-Kirjakjärv. Jednego z 42 jezior wchodzących w skład pojezierza Kurtna (est. Kurtna järvestik). Przepływa przez jezioro Kirjakjärv i wpada do rzeki Narwa. Ma długość 28,9 km i powierzchnię dorzecza 399,9 km².